# Kickback
 (août 2017).
Si vous disposez d'ouvrages ou d'articles de référence ou si vous connaissez des sites web de qualité traitant du thème abordé ici, merci de compléter l'article en donnant les références utiles à sa vérifiabilité et en les liant à la section « Notes et références ».
Kickback est un groupe de hardcore parisien fondé en 1991 (arrêté en 2013 et reformé en 2024) par Stephen Bessac, Fabrice Fortin et Patrick Vandewalle.

## Historique
Leur première démo « The Meaning Of Pain » est sortie fin 1991, puis a suivi l'EP « No One Gets Out Alive ».
Par la suite 5 albums sont sortis : « Cornered », « Forever war », « Les 150 Passions meurtrières », « No Surrender » et « Et le diable rit avec nous ».
La musique du groupe est très fortement influencée par le New York hardcore, mais également par d'autres styles tels que le thrash metal, le black metal (O.T., vocaliste d'Akitsa et propriétaire du label NSBM "Tour de Garde", a participé sur un morceau de l'album « Et le diable rit avec nous ») ou plus anecdotiquement le hip-hop (sur Les 150 Passions meurtrières, le rappeur Profecy a participé à un morceau : « Ruining the show »). Ils sont connus pour ne jamais faire de concessions et adopter un comportement relativement négatif (par opposition au « positive hardcore »). Il y a ainsi eu de nombreux débordements lors de leurs prestations scéniques, aussi bien de la part du public que de la part du groupe qui n'hésite pas à provoquer la foule.

## Discographie
- The Meaning of Pain (démo - 1991)
- No One Gets out Alive (EP - 1992)
- démo 4 titres inédit (demo - 1993)
- Cornered (CD - 1995)
- Forever War (CD - 1997)
- Les 150 Passions Meurtrières (CD - 2000)
- No Surrender  (CD - 2009)
- Et le diable rit avec nous (CD - 2011)
- L'unité du Rien (split CD avec Vomir - 2013)

## Membres

### Actuels
Stephen Bessac : Chant

### Passés
Démo « THE MEANING OF PAIN »+ 7« »NO ONE GETS OUT ALIVE«
- Stephen Bessac : chant
- Fabrice Fortin : batterie
- Patrick Vandewalle : guitare
- Jean Marc Quere : basse

Démo 4 titres inédit :
- Stephen Bessac : chant
- Fabrice Fortin : batterie
- Patrick Vandewalle : guitare
- Anthony : basse

ALBUM » CORNERED" 
- Stephen Bessac : chant
- Fabrice Fortin : batterie
- Patrick Vandewalle : guitare
- Boussad Lacheb : guitare
- Pascal Pastore : basse

ALBUM » FOREVER WAR" 
- Stephen Bessac : chant
- Pascal Pastore : basse
- Boussad Lacheb : guitare
- Steffan Scigalla : batterie
- Irvin Oziel : guitare

EP » LES 150 PASSIONS MEURTRIERES" 
- Stephen Bessac : chant
- Pascal Pastore : basse
- Irvin Oziel : guitare
- Simon Doucet : Batterie

ALBUM » NO SURRENDER" 
- Stephen Bessac : chant
- Pascal Pastore : basse
- Damien G. (dit Toxik H) (également membre de Diapsiquir et Arkhon Infaustus) : guitare
- Erwan H. (Waner Ryher) : guitare
- Hervé Goardou : batterie

ALBUM » ET LE DIABLE RIT AVEC NOUS" 
- Stephen Bessac : chant
- Pascal Pastore : basse
- Damien G. (dit Toxik H): guitare
- Erwan H. (Waner Ryher) : guitare
- Jean-Baptiste Tronel (Job) : batterie